# Armigeres breinli
Armigeres breinli är en tvåvingeart som först beskrevs av Taylor 1914.  Armigeres breinli ingår i släktet Armigeres och familjen stickmyggor. Inga underarter finns listade i Catalogue of Life.